# Stev Theloke
Stev Theloke (Karl-Marx-Stadt, 18 januari 1978) is een Duits topzwemmer, die gespecialiseerd is in de rugslag.
Theloke is negenvoudig kampioen van Duitsland en zesvoudig kampioen van Europa. Zijn grootste succes behaalde de kortebaanspecialist (25 meter), een pupil van trainer-coach Ute Schinkitz, bij de Olympische Spelen van Sydney (2000), toen hij op de 100 meter rugslag én met de estafetteploeg op de 4x100 meter wisselslag de bronzen medaille won.
Wegens een blessure moest Theloke de Olympische Spelen van Athene (2004) aan zich voorbij laten gaan. In het daaropvolgende jaar werd hij twee dagen voor het begin van de wereldkampioenschappen langebaan (50 meter) in Montreal uitgesloten van deelname, na in de pers kritiek te hebben geuit aan het adres van de Duitse zwembond (DSV).